# Jody Carr
Pour les articles homonymes, voir Carr.
Jody Carr (3 juillet 1975 à Saint-Jean, au Nouveau-Brunswick) est un homme politique canadien, député progressiste-conservateur à l'Assemblée législative du Nouveau-Brunswick de 1999 à 2018.

## Biographie
Jody Carr est membre du Parti progressiste-conservateur du Nouveau-Brunswick. Il est élu le 18 septembre 2006, lors de la 56e élection générale, pour représenter la circonscription d'Oromocto à l'Assemblée législative du Nouveau-Brunswick, dans la 56e législature.
Il est réélu à la 57e législature le 27 septembre 2010, lors de la 57e élection générale. Il est assermenté le 12 octobre 2010 au poste de ministre de l'Éducation et du Développement de la petite enfance dans le gouvernement David Alward.
Il annonce son retrait de la vie politique en janvier 2018.
Il est le frère de Jack Carr.